# Nesiti
Nesiti ili pelikani (lat. Pelecanidae) su porodica ptica iz reda pelikanki. Zajedno s anhingama, kormoranima, blunama, fregatnicama i tropikovkama čine red Pelecaniformes. Pelikani žive na svim kontinentima osim Antarktika.

## Opis
Velike su ptice s velikim kljunovima s vrećom. Najmanji je smeđi pelikan (P. occidentalis), koji može biti težak samo 2,75-5,5 kg, biti dug samo 106-137 cm i imati raspon krila od samo 183-250 cm. Najvećim se smatra panac (P. crispus) koji može biti 15 kg težak, 183 cm dug, s rasponom krila i do 3,5 m.  
Pelikani dobro plivaju kratkim, snažnim nogama sa sva četiri prsta povezana kožicom (kao i kod svih pripadnika reda Pelecaniformes). Rep je kratak i kvadratast s 20 do 24 pera. Krila su duga i imaju neobično velik broj sekundarnih letnih pera (30 do 35). Luče uljasti iscjedak kojim mažu perje da bi postalo vodootporno. 

## Prehrana
Prehrana pelikana se obično sastoji od ribe, ali također jedu beskralježnjake, ljuskare i, u nekim slučajevima, malene ptice. Često love ribu širenjem vreće. Onda moraju izbaciti vodu iz nje prije gutanja. Ovo traje do jedne minute i vrlo je vjerojatno da će druge ptice ukrasti plijen. Pelikani također nekad kradu ribu od drugih ptica. Neke vrste često love u grupi. Formiraju liniju i tjeraju jata malih riba u plićak gdje ih hvataju. Neki pelikani zaranjaju u vodu. Zabilježen je i slučaj da je jedan pojeo živog i potpuno odraslog goluba.

## Gniježdenje
Pelikani su društvene ptice i gnijezde se u kolonijama. Parovi su monogamni tijekom jedne sezone. Vrste koje se gnijezde na tlu imaju složenije parenje od onih koje se gnijezde na drveću. Kod prvih, nekoliko mužjaka lovi ženku, dok se kod drugih mužjaci pokazuju ženkama. Mužjak donosi materijal za pravljenje gnijezda, a ženka ga pravi. Sve vrste nesu barem dva jajeta, ali obično samo jedan ptić preživi. Mladi vrsta koje se gnijezde na tlu se okupljaju u grupe koje broje i do 100 jedinki, a roditelji pronalaze i hrane samo svoje mlado. Ptići su odrasli nakon 10-12 tjedana, ali mogu ostati s roditeljima još neko vrijeme, iako ih oni neće hraniti.

## Vanjske poveznice
|  | Zajednički poslužitelj ima stranicu o temi Pelecanus    |
|  | Zajednički poslužitelj ima još gradiva o temi Pelecanus |
|  | Wikivrste imaju podatke o taksonu Pelecanus             |